# Memoriaal Louis Braffort te Wambeek

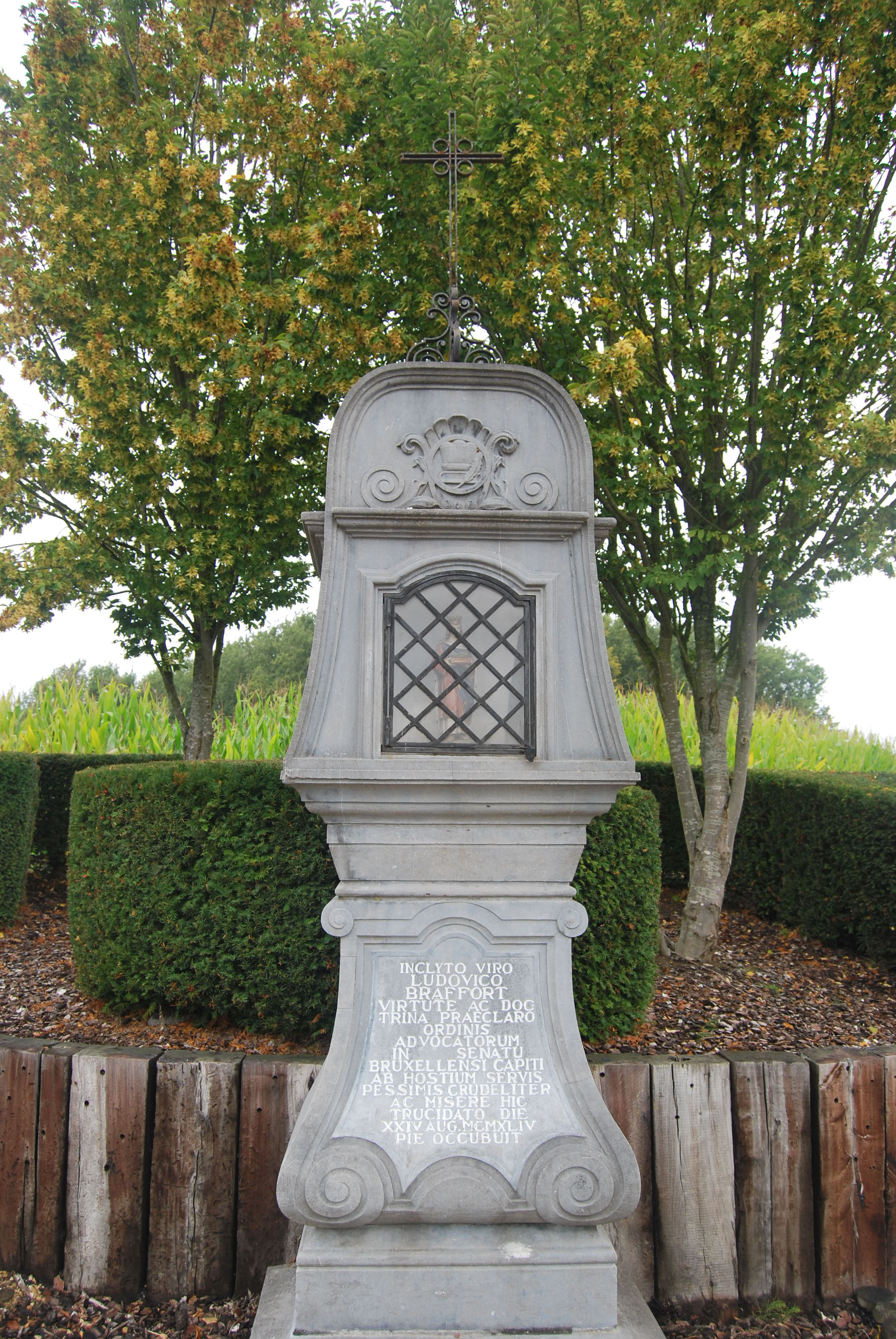

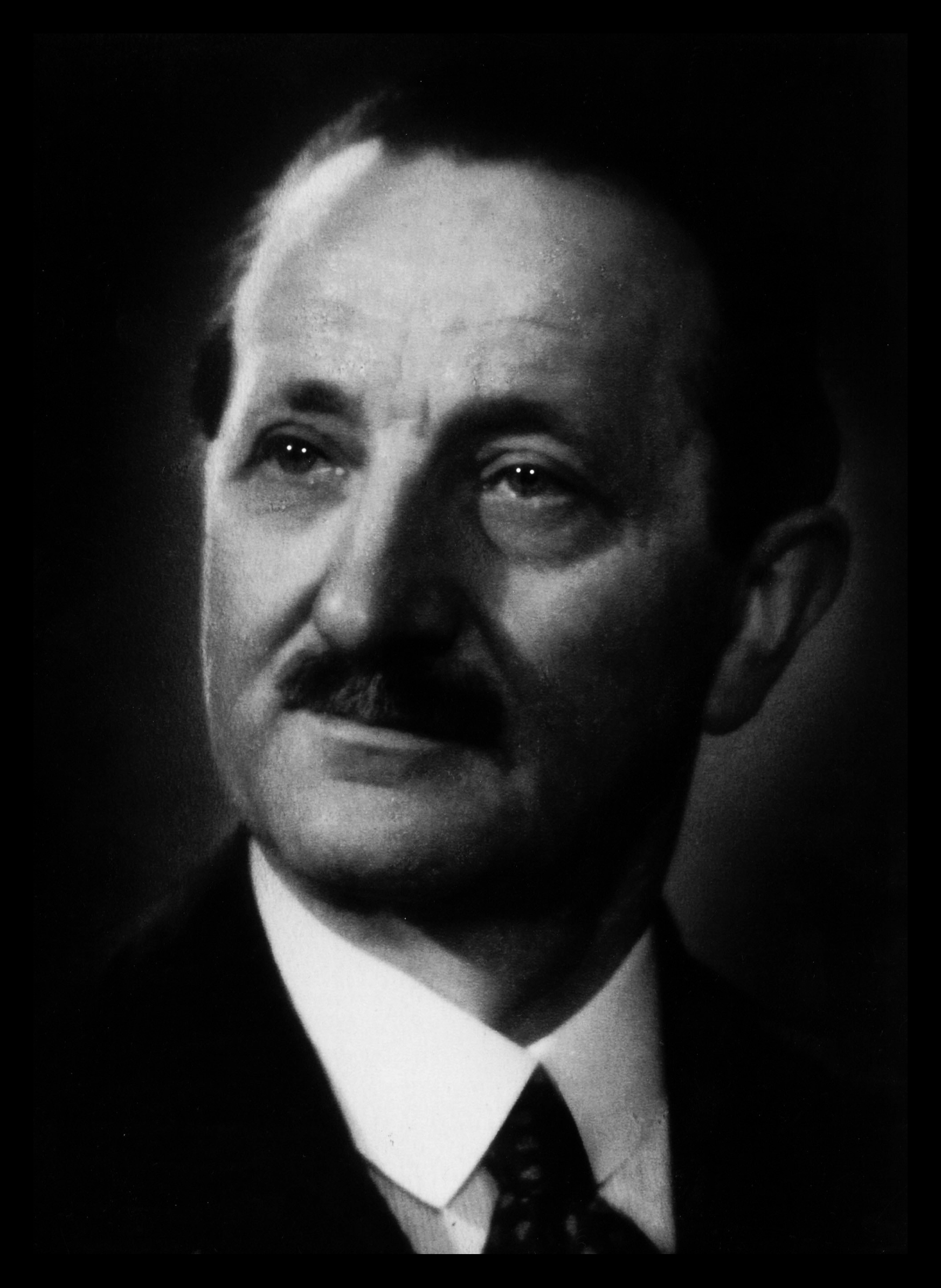
Louis Braffort

Het memoriaal Louis Braffort te Wambeek (Ternat) is een arduinen kapel. Zij werd in 1947 opgericht op de plaats waar op 24 augustus 1944 het lijk van de vermoorde Brusselse stafhouder Louis Braffort werd aangetroffen (sommige bronnen vermelden dat hij ook daar zou zijn vermoord, maar dat is onzeker). Zij staat op het punt waar drie wegen samenkomen: de Elshoutweg, de Doelstraat en de Galgestraat te Wambeek. Dit memoriaal vervangt het kruis (met Nederlandstalige opschriften) dat er voorheen stond, en dat een tijdje naast het memoriaal is bewaard gebleven.
Het memoriaal is opgericht door de (toen nog unitaire) Orde van Advocaten bij het Hof van Beroep te Brussel. De ontwerper ervan is architect Charles Duyver. In de nis van de kapel staat een beeld van de heilige Ludovicus. Oorspronkelijk stond er een beeld van deze heilige, in witte marmer gemaakt door beeldhouwer Harry Elström. Maar dat beeld is bij een plundering in 1981 vernietigd en nadien bij de restauratie van het memoriaal in 1983 vervangen.
Het memoriaal heeft nu een opschrift in het Latijn:
INCLYTO VIRO / LUDOVICO / BRAFFORT / VIRTUTE AC DOC / TRINA PRAECLARO / ORDINIS / ADVOCATORUM / IN SENATU / BRUXELLENSI CAPITI / AB HOSTIUM SERVIS / PESSIMIS CRUDELITER / AC MISERE HIC / TRUCIDATO DIE / XXIV AUG. MCMXLIV / PIE OCCUBUIT
(zeer vrij en beknopt vertaald: Voor de illustere Louis Braffort die door zijn moed en wijsheid schitterde in de Brusselse Raad van de Orde van Advocaten, en die op 24 augustus laffelijk werd vermoord door wie met de vijand heeft meegeheuld)
De kapel werd ingehuldigd op 2 oktober 1947. Een grote menigte was daarbij aanwezig. Diverse rouwhuldes en redevoeringen werden uitgesproken. De inhuldiging kwam ook in de pers en de (vooral Franstalige) literatuur aan bod. Enkele maanden na deze inhuldiging werd het al beschadigd.
De kapel is eigendom van de gemeente Ternat. Zij liet de herstellingen uitvoeren na beschadiging, en liet het memoriaal ook restaureren in 2007.
Om de vijf jaar organiseren de twee Brusselse Ordes van Advocaten een herdenkingsplechtigheid bij dit monument. Stafhouder Braffort is immers een symbool voor de onafhankelijkheid van de advocatuur, omdat hij geweigerd heeft om in te gaan op een bevel van de Duitse overheid tijdens de Tweede Wereldoorlog om de namen van Joodse advocaten bekend te maken. De recentste  herdenking was in augustus 2019, toen stafhouders Peters Callens (NL) en Michel Forges (F) samen met de burgemeester van Ternat, M. Vanderhasselt, hulde hebben gebracht.